# Shaolin (film)
Pour les articles homonymes, voir Shaolin.
Pour plus de détails, voir Fiche technique et Distribution.
Shaolin (Xin shao lin si) est un film hongkongais sorti en 2011 et réalisé par Benny Chan.

## Synopsis
1920. Le général Hou Chieh est un seigneur de guerre en Chine. Par simple égoïsme de posséder à lui seul les provinces qu'il a conquises, il enchaîne les mauvaises décisions et finira par perdre sa fille et sa femme. Trahi par son bras droit, Tsao Man, il cherchera donc à purger son esprit en séjournant à Shaolin et à stopper les desseins du nouveau général agissant tel un tyran, qui ne désire plus qu'une chose, capturer son ancien mentor.

## Fiche technique
- Titre : Shaolin
- Titre original : 新少林寺 (Xin shao lin si)
- Réalisation : Benny Chan
- Scénario : Alan Yuen et Chi Kwong-cheung
- Décors et costumes : Chung Man Yee et Stanley Cheung
- Photographie : Anthony Pun
- Son : James Ashton et Steve Burgess
- Montage : Chi Wai Yau
- Musique : Nicolas Errèra
- Production : Benny Chan
- Sociétés de production : Emperor Motion Pictures, China Film Group, Huayi Brothers Media, Beijing Silver Moon Productions et Shaolin Temple Culture Communication
- Pays d'origine : Hong Kong, Chine
- Langue : mandarin, cantonais
- Format : Son - Dolby Digital
- Genre : Drame, action et historique
- Durée : 131 minutes
- Dates de sortie :
- Australie : 20 janvier 2011
- Hong Kong : 27 janvier 2011
- Japon : 19 novembre 2011
- France : 10 février 2012 en DVD

## Distribution
- Jackie Chan (VF : William Coryn) : Wu Dao
- Andy Lau : Hou Chieh
- Nicholas Tse : Tsao Man
- Fan Bingbing : Femme de Hou Chieh
- Xing Yu : Jing Kong, moine
- Wu Jing : Jing Neng, moine
- Yu Shaoqun : Jing Hai
- Yu Hai : Le maître de Shaolin
- Shimada Runa : Fille de Hou Chieh